# KartaView
Karta View, ранее называвшийся OpenStreetView и OpenStreetCam, - это проект по сбору краудсорсинговых фотографий уличного уровня для улучшения OpenStreetMap под управлением TeleNav. Собранные изображения публикуются под лицензией CC-BY-SA, и большая часть кода проекта имеет открытый исходный код. 
Участники собирают изображения со своих смартфонов с помощью приложения для Android или iOS. Также возможно загружать изображения, снятые другими камерами. Приложение KartaView поддерживает получение телеметрии с автомобиля по стандарту OBD-II, например, для уточнения положения в тоннелях и других местах, где не работает GPS. Приложение также распознает и обрабатывает дорожные знаки в режиме реального времени. Отснятые фотографии загружается, обрабатывается и публикуется на веб-сайте.
Редакторы OpenStreetMap могут получать доступ к изображениям OSC с помощью редактора iD или плагина JOSM. 
Цель KartaView напоминает цель Mapillary, при этом часть исходного кода KartaView открыта. KartaView позволяет пользователям удалить свой вклад.

## История
Этот проект был основан в 2009 году как OpenStreetView. В 2016 году TeleNav захватил домен openstreetview.org и запустил собственный сервис под названием. Сервис был переименован в OpenStreetCam после вмешательства неназванного владельца товарного знака. 
С ноября 2020 OpenStreetCam переименовано в KartaView.